# Desa Munjul (administrativ by i Indonesien, Jawa Barat, lat -6,84, long 107,18)
Desa Munjul är en administrativ by i Indonesien.   Den ligger i provinsen Jawa Barat, i den västra delen av landet, 80 km sydost om huvudstaden Jakarta.